# サミュエル・ドウ
サミュエル・カニオン・ドウ（英語: Samuel Kanyon Doe, 1951年5月6日 - 1990年9月9日）は、リベリアの軍人、政治家。同国第21代大統領。民族主義を基盤とした独裁と政治的反対者への苛烈な抑圧をその政治運営の特徴とした。姓はドゥ、ドエ、ドーとも表記する。

## 概要
1980年にウィリアム・トルバート大統領と真のホイッグ党を打倒するクーデターを実行したとき、リベリア国軍の曹長であった。これにより、リベリア史上初の非アメリコ・ライベリアン指導者となり、133年間のライベリアンの支配に終止符を打った。任期中、ドウは憲法を停止し、自らを事実上の国家元首とする臨時軍事政府 (People's Redemption Council) を樹立した。
1984年、この臨時軍事政府を解散させ、自身の権力維持に固執し、1985年の選挙 (1985 Liberian general election) は、不正選挙の可能性が大いにあったにもかかわらず勝利したと報告された。
ドウ時代の経済は、リベリアの港をカナダ、中国、ヨーロッパの船舶に開放し、これにより多額の外国資本が呼び込まれ、リベリアはタックス・ヘイヴンとしての評判が高まった。外交政策として、米国との関係を重視し、反ソビエトの立場にあった。
政権時代の失点として、汚職、全体主義、自らの出身部族であるクラン族（Krahn）の優遇を特徴としており、それがリベリア国民と米国の離反につながった。第一次リベリア内戦は1989年12月、チャールズ・テイラー率いる反ドウ派のリベリア国民愛国戦線（NPFL）がコートジボワールからリベリアに侵攻して彼を打倒したときに始まった。ドウは1990年9月9日にプリンス・ジョンソンによって捕らえられ、処刑された。

## 経歴

### 出生から政権獲得まで
リベリア内陸部グランドゲデ郡のタゾンで農家の息子として生まれる。少年期に初等教育を受けたものの、成績を収められず1969年には高校を中退し陸軍に入隊する。1979年10月には下士官に昇進し、アメリカ陸軍から派遣されたグリーンベレー出身者による訓練も受けた。彼の出身部族であるクラン族はリベリア国土に古くから定住していた部族の一つであったが、当時のリベリアは19世紀にアメリコ・ライベリアンが支配しており、先住民系のリベリア国民は多数派であるにもかかわらず長い間政治的な抑圧を受けていた。ドウが軍曹に昇進した時には、後に彼の命を奪うことになるプリンス・ジョンソンが上官だった。
1980年4月12日、上級軍曹に昇進していたドウは、他のリベリア部族出身の兵士トーマス・クィウォンパ、トーマス・ウェー・シェン、ハリソン・ダン、ネルソン・トウら同志と共にクーデターを敢行、アメリコ・ライベリアン出身のトルバート大統領を殺害し、ホイッグ党と同党の主な支持基盤だったアメリコ・ライベリアンによる支配を終わらせた。ドウが起こしたクーデターにより、トルバートと26人の支持者が戦闘で死亡、さらに10日後には首都モンロビアの海岸で大統領の兄で上院仮議長だったフランク・トルバート、下院議長のリチャード・アブロム・ヘンリーズ、セシル・デニス外務大臣など政権幹部13人を銃殺刑に処し、殺害した。なお、当時のコートジボワール大統領のフェリックス・ウフェ＝ボワニと、ブルキナファソ大統領のブレーズ・コンパオレはトルバートと親戚関係にあったため、ドウ政権と両国との関係は著しく悪化することになった。

### ドウ政権
ドウの政治体制の下、リベリアの港湾はアメリカ、カナダ、欧州各国など諸国に対し開かれ、外貨を獲得すると同時に多くの海外投資を集め、またタックス・ヘイヴンとしての評判をも得るに至った。また、独自の通貨も発行したが、ドウ政権崩壊後はドウの出身である北部など一部の地域を除き、通貨としての価値は認められていない。
ドウ政権下では統治機溝として人民救済評議会（PRC、後のリベリア国民民主党（NDPL））が設置され、ドウは評議会議長（事実上の大統領）になった。憲法は停止されたものの暫定的な措置であるとし、1985年までに文民統治に復帰する事を約束した。その後、翌1981年8月にドウは自身の暗殺を謀ったとしてウェー・シェン、トウら軍人5人を処刑している。
1985年10月15日の総選挙では、9つの野党のうち3党しか参加を許されず、かつ投票箱が海に捨てられる等大規模な不正が横行した。ドウは51%の支持を獲得、与党NDPLも上院で全26議席中21議席、下院では全64議席中51議席を得て圧勝したが、これに対して野党の議員の多くが議会への参加をボイコットした。
選挙直後の1985年11月12日、クーデターの同志であったが上記のように粛清など独裁傾向を強めるドウと対立、亡命していたギオ族出身のトーマス・クィウォンパがマノ族らと共に打倒ドウを唱えてシエラレオネより潜入、クーデターを起こしたが失敗し、11月15日にクィウォンパらクーデター関係者は処刑された。報復としてドウは自分の部族であるクラン族のみで結成したリベリア軍（AFL）をギオ族とマノ族が住む地域に派兵し、徹底した破壊と虐殺を行った。モンロビアに連行されたギオ族とマノ族の人々の中には、ドウが所有していた5階建ての高級マンションで彼がペットとして飼っている2匹のライオンに餌として与えられた者もいるという。
翌1986年1月6日にドウはリベリア大統領に就任。その後、ドウは野党の議員の新聞の発行停止、政治活動の禁止など圧政を敷いた。

1982年8月17日、アメリカ合衆国・ホワイトハウスにてロナルド・レーガン大統領（左）と

ドウはアメリカの後ろ盾を得ていたものの、周辺諸国やチャールズ・テーラー率いるリベリア国民愛国戦線（NPFL）などによる武装介入が続き、やがて内戦へと発展した（第一次リベリア内戦）。

### リベリア内戦
内戦勃発から1年余りを経た1990年9月9日、戦況はドウ率いるリベリア政府側にとって不利になる一方であり、NPFLから分派した、プリンス・ジョンソン率いるリベリア独立国民愛国戦線(INPFL)がついに首都モンロビアに侵攻、敗北は必至となっていた。
側近のハリー・モニバ副大統領など閣僚からも辞任を勧められ、もはやリベリア国内に事態を打開できる要素は存在しなかった。ドウはアメリカが彼の身柄を保証してくれれば、自分はすぐにでも大統領を辞任してリベリア軍内の子飼いの軍人とともに故郷であるグランドゲデ郡へ帰還するとして、モンロビアにあるアメリカ大使館に協力を懇願するが、ドウ政権崩壊はもはや避けられないと見ていたアメリカ政府に断られてしまう。
アメリカの介入が見込めなくなった以上、ドウの最後の頼みは西アフリカ諸国経済共同体傘下の軍事組織で、彼と親交のあるナイジェリアのイブラヒム・ババンギダが大きな影響力を持つ西アフリカ諸国経済共同体監視団（ECOMOG）であった。ドウはイスラエルで訓練を受けていた選りすぐりの護衛90人を連れ、大統領官邸からモンロビア郊外のECOMOGの駐屯地に向かった。そこで彼はINPFLと講和し戦争を終わらせたいとして、ECOMOGの参謀長にジョンソンとの仲介を求めた。要請を受けたECOMOGはINPFLにドウが護衛と共にECOMOGの駐屯地に来ていること、そして彼の主張を伝達した。ジョンソンは自らもドウと同じ考えであり、戦争を終わらせる為今すぐにでもドウと話し合いたいとECOMOGに返答した。しかし、これはドウを騙し討ちにするための罠であった。
そんな事を知る由もないドウはジョンソンの回答に満足し、ECOMOGの駐屯地でジョンソンが来るのを待った。一方ジョンソンはドウを捕らえる為、20人程の兵士をECOMOGの駐屯地に送り込んだ。ECOMOGの駐屯地には武器を持って入る事は禁止されていたため、ジープに武器を隠して駐屯地に侵入してきたINPFL兵たちは、まず司令部でドウの護衛を皆殺しにし（彼らはECOMOGの指示に素直に従い、武器を駐屯地の入り口に置いていた為、丸腰であった。なお、ECOMOGの兵士は無事だった）、司令部内部へ乗り込んだ。ECOMOGの司令官であったガーナ軍のアーノルド・クアイノー将軍は、かかる事態にも抵抗することなくドウをINPFLにあっさり引き渡した。実際には、ECOMOGでは上記の理由からコートジボワールとブルキナファソがドウ打倒のためにテーラーを支援するなど、ドウの期待に反して一致した行動をとれていなかったのである。

### 最期
ジョンソンの策略にまんまと引っ掛かったうえ、ECOMOGにも見捨てられたドウは、ジョンソンが待つINPFLの司令部に連行され、その日のうちにリンチにかけられた。上半身裸で後ろ手に縛られたまま、銃で膝を撃たれたドウは、何でも言う事を聞くからせめて痛む手錠を緩めてくれとジョンソンに訴えるが、ジョンソンはドウの銀行口座を教えろと迫った。最初は口を割ろうとしなかったドウだったが、最終的に教えようとしたところで、しびれを切らしたジョンソンは「お前は私と話をしたいというのか?誰が悪魔などと話をするか」とドウを罵倒し、耳を切り落とすよう、部下に指示した。体を踏みつけられたうえ、軍用ナイフで耳を切り取られたドウは悲鳴を上げ、INPFLの兵士はさらに踏みつけたり蹴りを入れるなど苛烈な拷問を行った。その後ドウは外に連れ出され、火で炙った自分の耳を食べるよう強いられた。ついには手の指や鼻や舌なども切りとられ、血まみれとなったドウは最終的に銃殺刑に処された。その後、ドウの遺体はモンロビアの中心街で晒されたのち、集団墓地へ投げ込まれた。
ドウの死後、INPFLによりビデオ撮影されたドウへの拷問と処刑を映した映像が世界中に流出した。
ドウを倒したジョンソンは臨時大統領を宣言したが、テーラーと大統領の座を争っている間に、野党からなる国民統合暫定政府がエーモス・ソーヤーを暫定大統領に指名した。
その後、ジョンソンは虐殺行為などがもとで支持を失ったためINPFLを解散させたのち亡命、1997年にドウの遺族と和解した。

## その他
2008年、ドウの夫人ナンシー・ドウ（Nancy B.Doe）は、運輸大臣にドウの従兄弟ジャクソン・E・ドウが任命された事を批判し、エレン・ジョンソン・サーリーフ大統領を批判した。ジャクソン・E・ドウとナンシー・ドウはドウ殺害後の、ドウ個人の銀行口座165,000ドルなどの財産を巡って対立した。ナンシー夫人はドウが殺された時、ジャクソン・E・ドウはドウの副執事に自分はドウの親戚だと主張し、ドウの遺産などの重要書類を含むスーツケースを奪い取ったが、ドウが残した財産は夫人である自分が受け取る権利があるとしてジャクソン・E・ドウを告訴すると述べた。
弟チェイはリベリア和解民主連合（LURD）のリーダーを務めていたが、2004年アメリカ合衆国デラウェア州で脳障害のため死亡している。
ペインズヴィルにサミュエル・カニオン・ドウ・スポーツコンプレックスがある。